# Янівка (Пуховицький район)
Я́нівка (біл. Янаўка, трансліт.: Janaŭka) — село в Пуховицькому районі Мінської області Білорусі. Входить до складу Блужівської сільради.
Розташоване 20 км на південь від районного центру Мар'їна Гірка і залізничної станції Пуховичі на лінії Мінськ — Гомель. 83 км від Мінська, на автошляху Н9370, 9 км до європейського автошляху E271 / M5 Мінськ — Гомель біля річки Свіслоч.